# Кызыл-Кыя (Иссык-Кульская область)
Кызыл-Кыя (кирг. Кызыл-Кыя, до 2000-х — Советское) — село в Ак-Суйском районе Иссык-Кульской области Кыргызстана. Входит в состав Ак-Чийского аильного округа. Код СОАТЕ — 41702 205 840 05 0.

## Население
По данным переписи 2009 года в селе проживало 850 человек.
По данным переписи 2022 года в селе проживало 1 035 человек.